# أرخبيل بالمر
أرخبيل بالمر (بالإنجليزية Palmer Archipelago) مجموعة من الجزر تقع مقابل الساحل الشمالي الغربي لشبه جزيرة أنتاركتيكا. يسمى أيضا بأرخبيل أنتاركتيكا. يمتد الأرخبيل من جزيرة تاور في الشمال إلى جزيرة أنفيرس في الجنوب، يفصل (مضيق جيرلاش) الأرخبيل عن شبه الجزيرة القطبية الجنوبية، بينما تفصل (قناة بيسمارك) الأرخبيل عن أرخبيل فيلهلم .

## التاريخ
اكتشف أدريان دي جيرلاش قائد البعثة البلجيكية للقارة القطبية الجنوبية (1897–1899) الأرخبيل في عام 1898. وأطلق عليه اسم أرخبيل بالمر تكريما للبحار والمستكشف الأمريكي ناثانيل بالمر ، الذي كان أول من أبحر في هذه المياه في عام 1820. قامت كل من الأرجنتين والمملكة المتحدة بتشغيل محطات أبحاث هناك.

## جزر الأرخبيل
يتكون أرخبيل بالمر من 59 جزيرة:
- جزيرة أبوت
- جزيرة ألفا
- جزيرة أنفيرس
- جزيرة أوغستي
- جزيرة بوب
- جزيرة برابانت
- جزيرة بريمن
- جزيرة بوف
- جزيرة شوناس
- جزر كريستيانيا
- جزيرة شوكوفيزر
- جزيرة كوبالسكو
- جزيرة كورمورانت
- جزيرة دافيس
- جزيرة دلتا
- جزيرة دنك
- جزيرة دومير
- جزيرة دريم
- جزيرة إيمين
- جزيرة إيتا
- جزيرة فريدجوف
- جزيرة جاند
- جزيرة هافوي
- جزيرة هيرميت
- جزيرة هوسيزن
- جزيرة هامبل
- جزيرة إيميلن
- جزيرة جانوس
- جزيرة كالوتينا
- جزيرة لامبدا
- جزيرة لابتيفا
- جزيرة ليكونتي
- جزيرة ليتشفيلد
- جزيرة لييغ
- جزيرة ماستيرا
- جزيرة أوهلين
- جزيرة أوميغا
- جزيرة بابيلون
- جزيرة بامبا
- جزيرة بيتريلك
- جزيرة راكليستا
- جزيرة روغيولات
- جزيرة سواتريس
- جزيرة سبيرت
- جزيرة سبيوم
- جزيرة تيمينغوا
- جزر تيتراد
- جزيرة تورغيرسن
- جزيرة تاور
- جزيرة تريبيشتي
- جزيرة ترينيتي
- جزيرة ترايبود
- جزيرة توهاموك
- جزيرة فازكيس
- جزيرة فروموس
- صخور ويلشام
- جزيرة وينكي
- جزيرة يوك
- جزيرة زيكزاك